# Marc Sorkin
Pour les articles homonymes, voir Sorkin.
Marc Sorkin est un monteur, assistant réalisateur et réalisateur, né le 14 mars 1902 à Vilnius (alors dans l'Empire russe, aujourd'hui capitale de la Lituanie) et mort le 25 février 1986  à New York (États-Unis).  

## Biographie
Marc Sorkin a commencé sa carrière cinématographique en Allemagne durant le cinéma muet. Il a travaillé essentiellement dans les années 1930 à la fois en France et en Allemagne. Durant la Seconde Guerre mondiale il a collaboré à une coproduction américano-soviétique Seeds of Freedom réalisée par Hans Burger (de) et Sergei M. Eisenstein en 1943.
Après la guerre, il a travaillé pour quelques films jusqu'au milieu des années 1950, notamment aux États-Unis et en URSS.

## Filmographie
Monteur
- 1925 : La Rue sans joie (Die freudlose Gasse) de Georg Wilhelm Pabst
- 1927 : L'Amour de Jeanne Ney (Die Liebe der Jeanne Ney) de Georg Wilhelm Pabst
- 1928 : Crise (Abwege) de Georg Wilhelm Pabst
- 1930 : Quatre de l'infanterie (Westfront 1918) de Georg Wilhelm Pabst
- 1930 : Scandale autour d'Éva (Skandal um Eva) de Georg Wilhelm Pabst
- 1931 : Les Cinq Gentlemen maudits et version allemande (Die fünf verfluchten Gentlemen) de Julien Duvivier
- 1931 : Le Bal' et version allemande (Der Ball) de Wilhelm Thiele
- 1931 : Les Monts en flammes de Karl Hartl et Luis Trenker
- 1931 : La Tragédie de la mine (Kameradschaft) de Georg Wilhelm Pabst
- 1932 : L'Atlantide (Die Herrin von Atlantis) de Georg Wilhelm Pabst
- 1932 : Hochzeitsreise zu dritt de Erich Schmidt et Joe May
- 1933 : Jacqueline et l'amour ou Voyage de noces de Germain Fried, Joe May et Erich Schmidt
- 1937 : Mademoiselle Docteur ou Salonique nid d'espions de Georg Wilhelm Pabst
- 1940 : Sérénade de Jean Boyer
- 1943 : It Happened in Odessa film soviétique sur les journées pré-révolutionnaires.
- 1943 : Seeds of Freedom de Hans Burger et Sergei M. Eisenstein
- 1951 : Pictura de Ewald André Dupont et Luciano Emmer
- 1956 : Singing in the Dark de Max Nosseck

Assistant réalisateur
- 1924 : La Rue sans joie, de Georg Wilhelm Pabst
- 1924 : Comtesse Donelli (Gräfin Donelli) de Georg Wilhelm Pabst
- 1926 : On ne badine pas avec l'amour (Man spielt nicht mit der Liebe) de Georg Wilhelm Pabst
- 1926 : Les Mystères d'une âme (Geheimnisse einer Seele) de Georg Wilhelm Pabst
- 1926 : Le Cas du professeur Mathias (Geheimnisse einer Seele) de Georg Wilhelm Pabst
- 1927 : L'Amour de Jeanne Ney (Die Liebe der Jeanne Ney) de Georg Wilhelm Pabst
- 1928 : Crise (Abwege) de Georg Wilhelm Pabst
- 1929 : Loulou (Die Büchse der Pandora) de Georg Wilhelm Pabst
- 1929 : Le Journal d'une fille perdue (Tagebuch einer Verlorenen) de Georg Wilhelm Pabst
- 1929 : L'Enfer blanc du Piz Palü (Die weiße Hölle vom Piz Palü) de Arnold Fanck et Georg Wilhelm Pabst
- 1930 : Scandale autour d'Éva (Skandal um Eva) de Georg Wilhelm Pabst
- 1931 : Die 3 Groschen-Oper de Georg Wilhelm Pabst
- 1938 : Le Drame de Shanghaï de Georg Wilhelm Pabst

Réalisateur
- 1930 : Moral um Mitternacht
- 1932 : Teilnehmer antwortet nicht coréalisé avec Rudolf Katscher
- 1933 : Cette nuit-là coréalisé avec Georg Wilhelm Pabst
- 1939 : L'Esclave blanche coréalisé avec Georg Wilhelm Pabst
- 1951 : Pictura coréalisé avec notamment Ewald André Dupont et Luciano Emmer (documentaire)

Producteur
- 1938 : Le Drame de Shanghaï de Georg Wilhelm Pabst